# Ducula aenea
Ducula aenea е вид птица от семейство Гълъбови (Columbidae).

## Разпространение
Видът е разпространен в Бангладеш, Бутан, Бруней, Виетнам, Индия, Индонезия, Камбоджа, Китай, Лаос, Малайзия, Мианмар, Сингапур, Тайланд, Филипините и Шри Ланка.